# Joe Smyth
Joseph George Smyth, detto Joe (New York, 22 maggio 1929 – Montauk, 10 giugno 1999), è stato un cestista statunitense, professionista nella NBA.

## Carriera
Venne selezionato dai New York Knicks al terzo giro del Draft NBA 1953 (23ª scelta assoluta).